# Satu Lung, Cluj

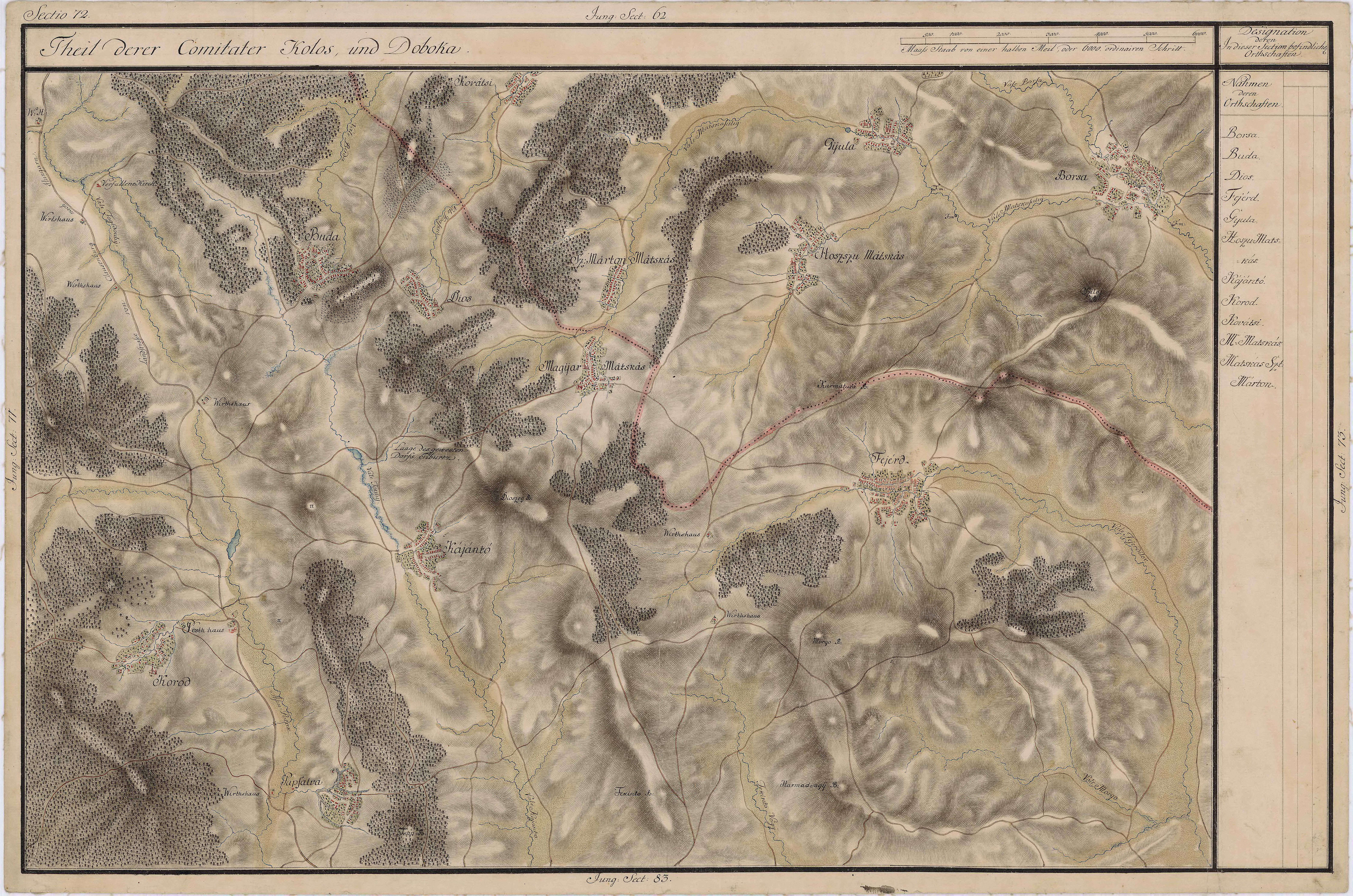
Satu Lung pe Harta Iosefină a Transilvaniei, 1769-1773

Satu Lung (în maghiară Hosszúmacskás) este un sat în comuna Chinteni din județul Cluj, Transilvania, România.

## Imagini

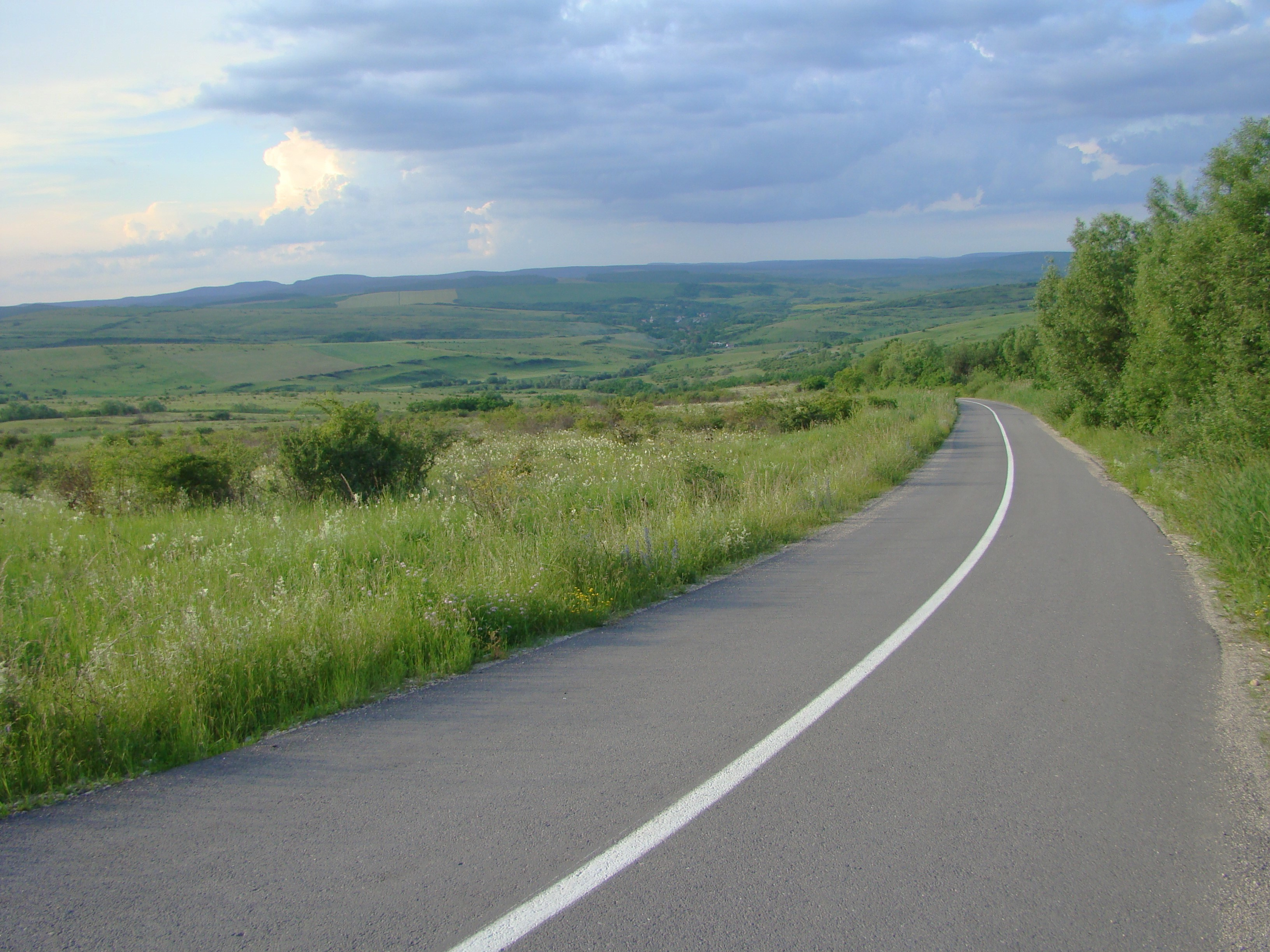
Drumul Pădureni-Satu Lung
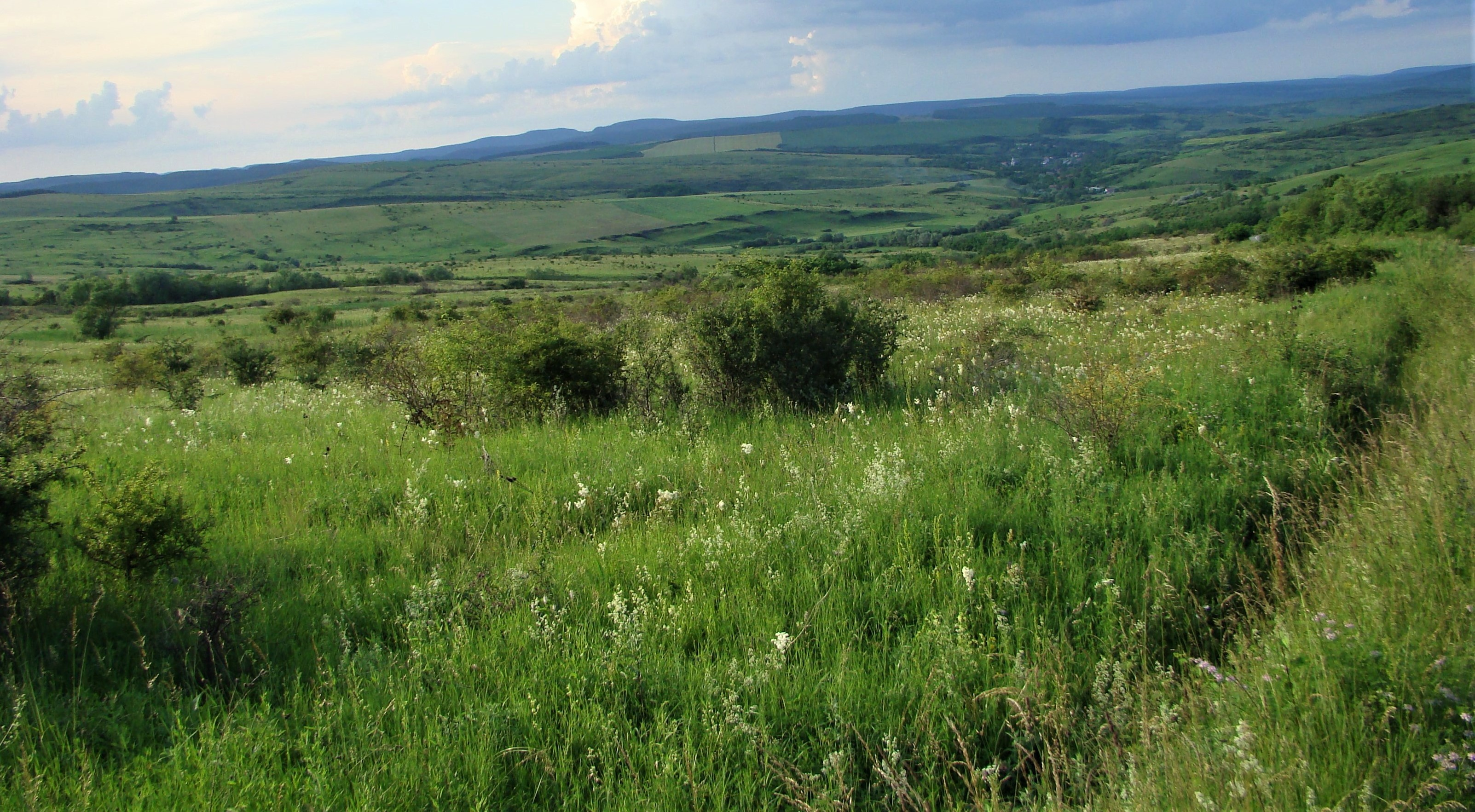
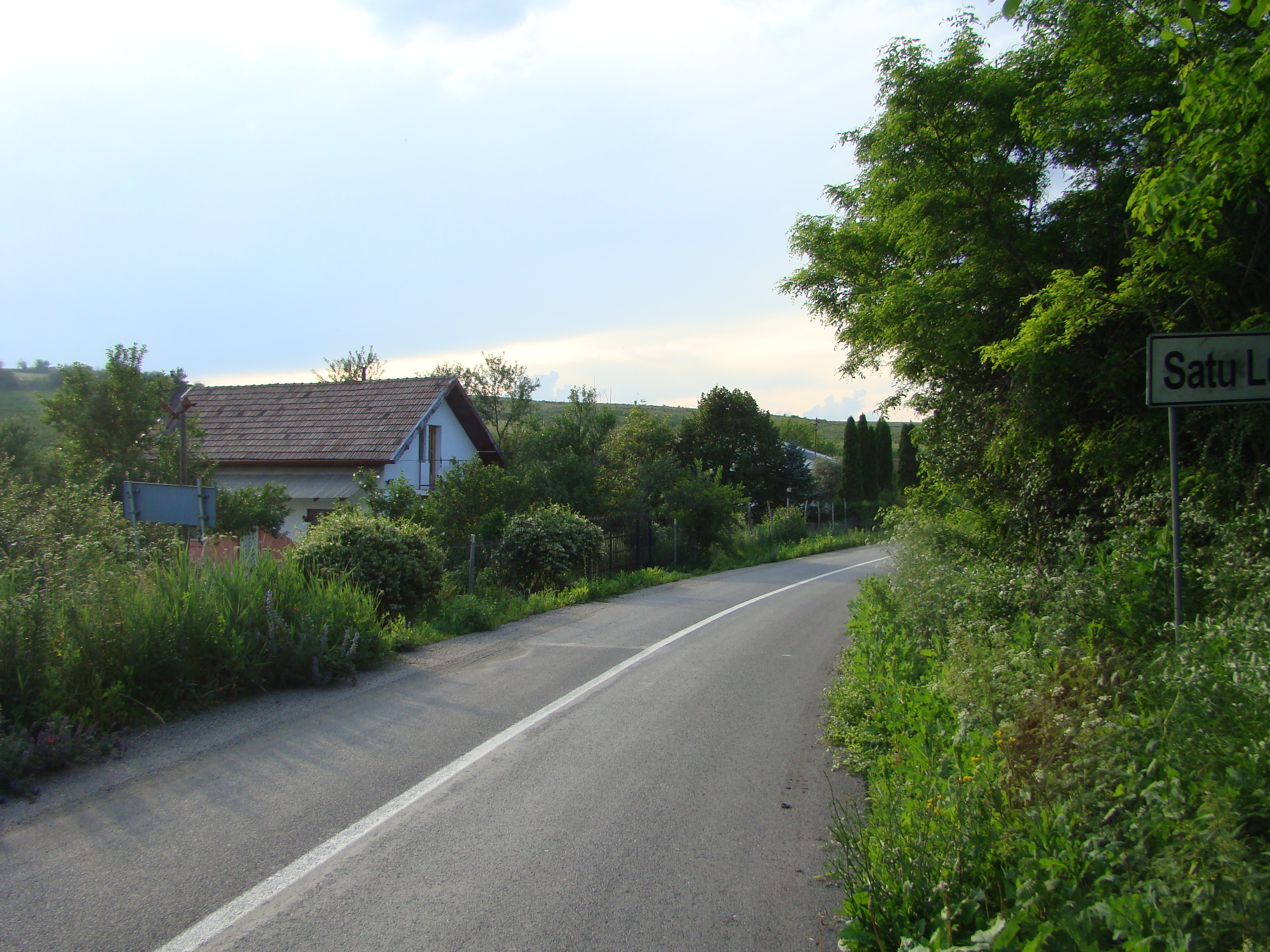
Intrarea în localitate
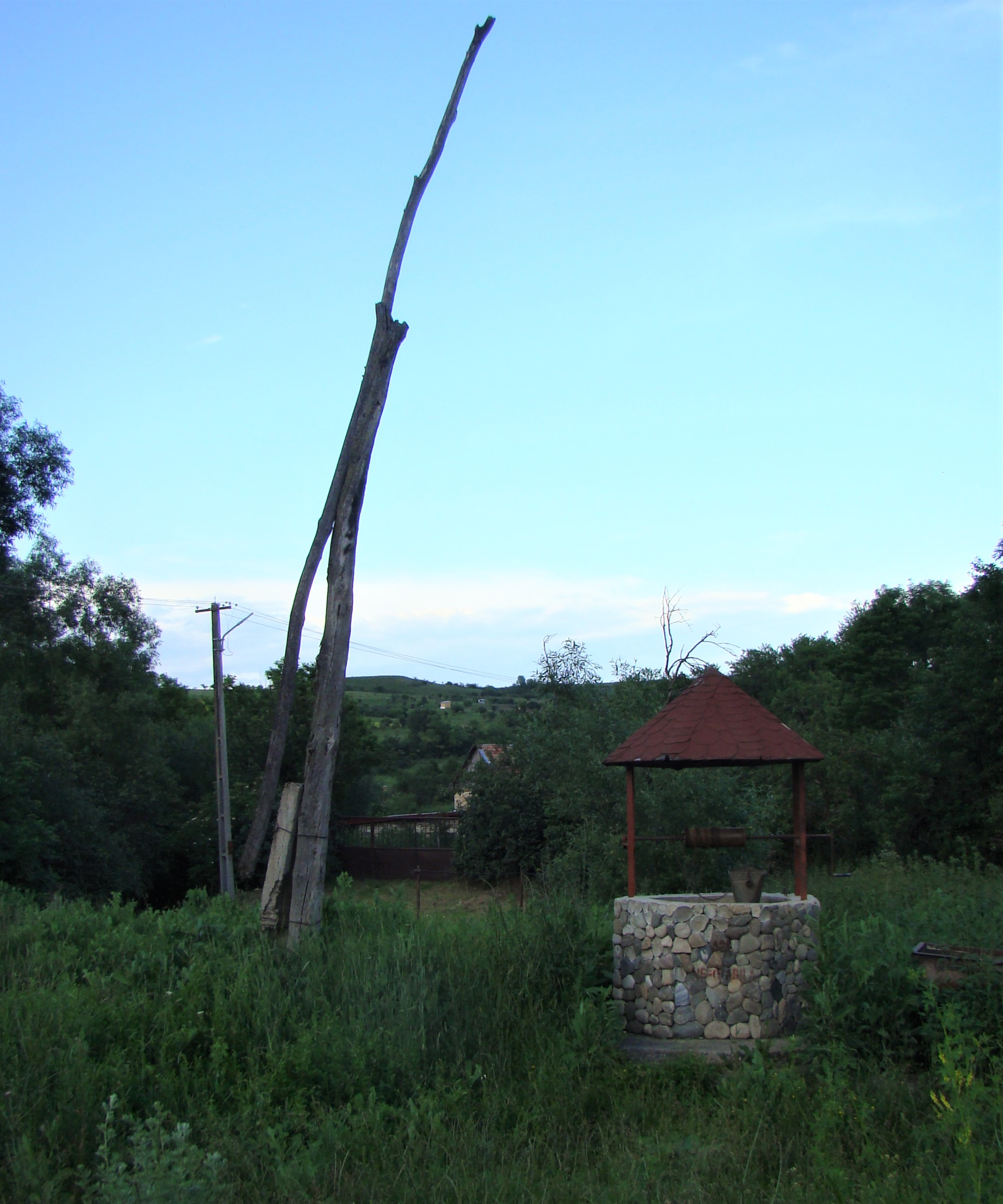
Fântână cu cumpănă
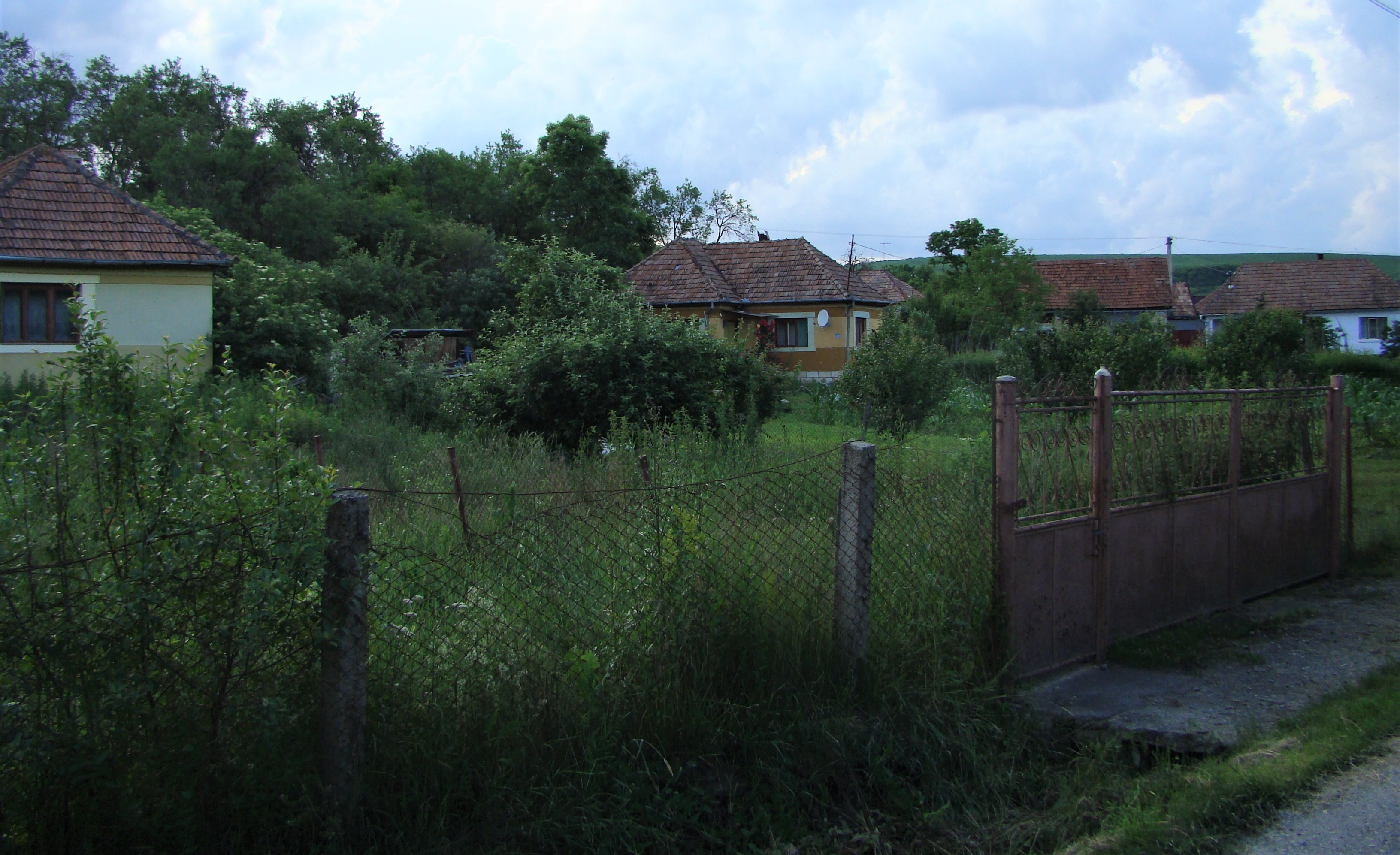
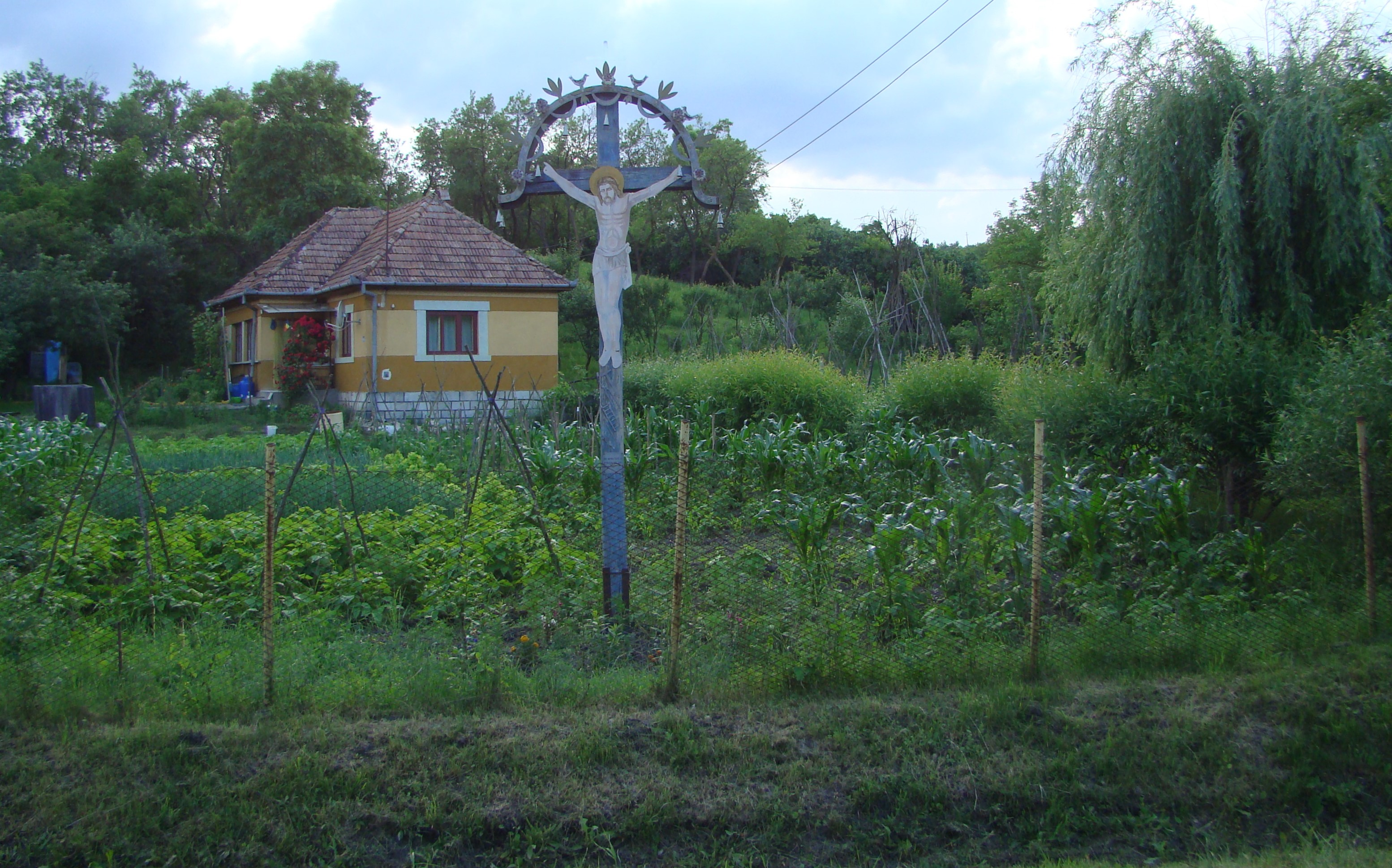
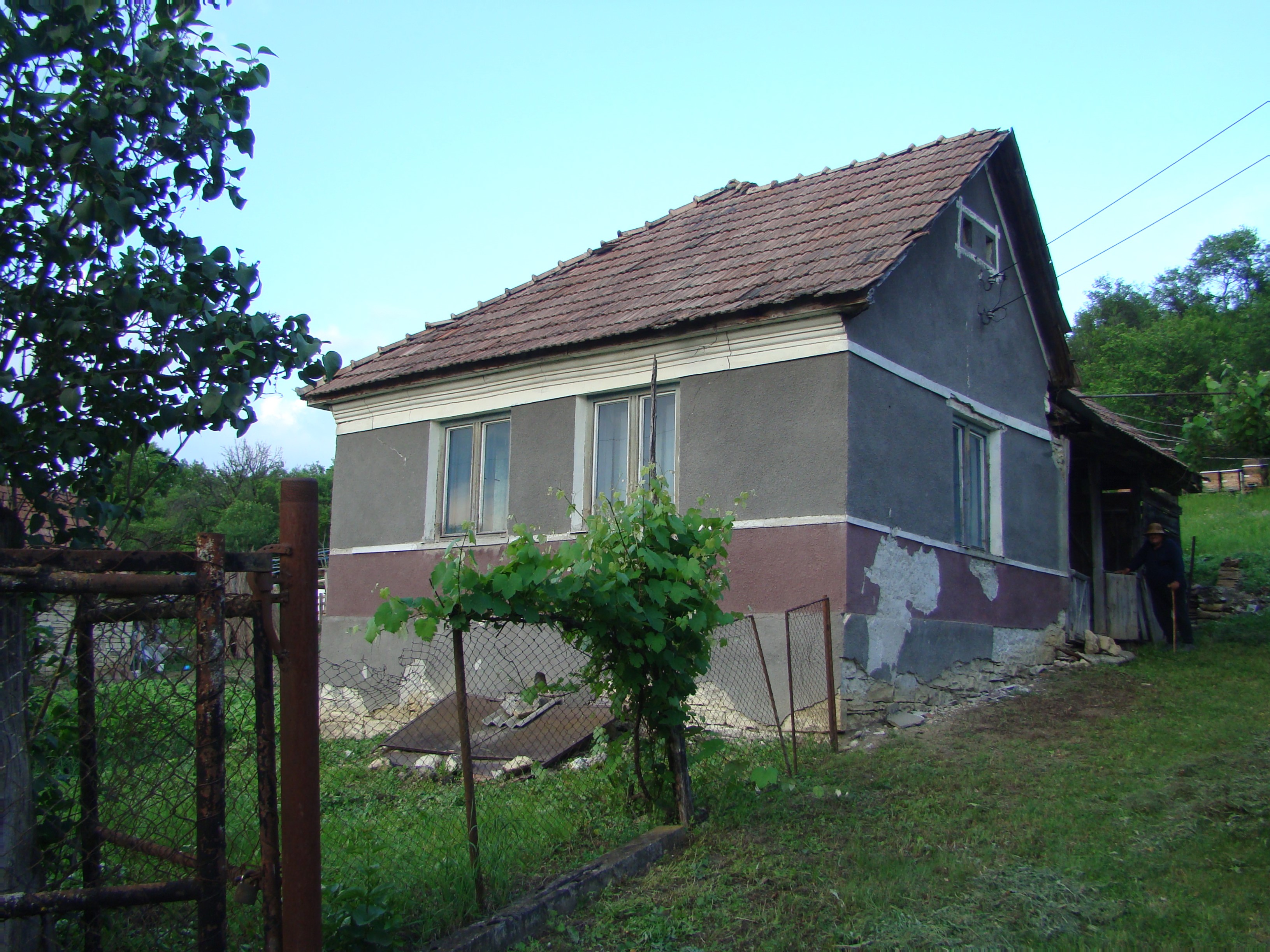
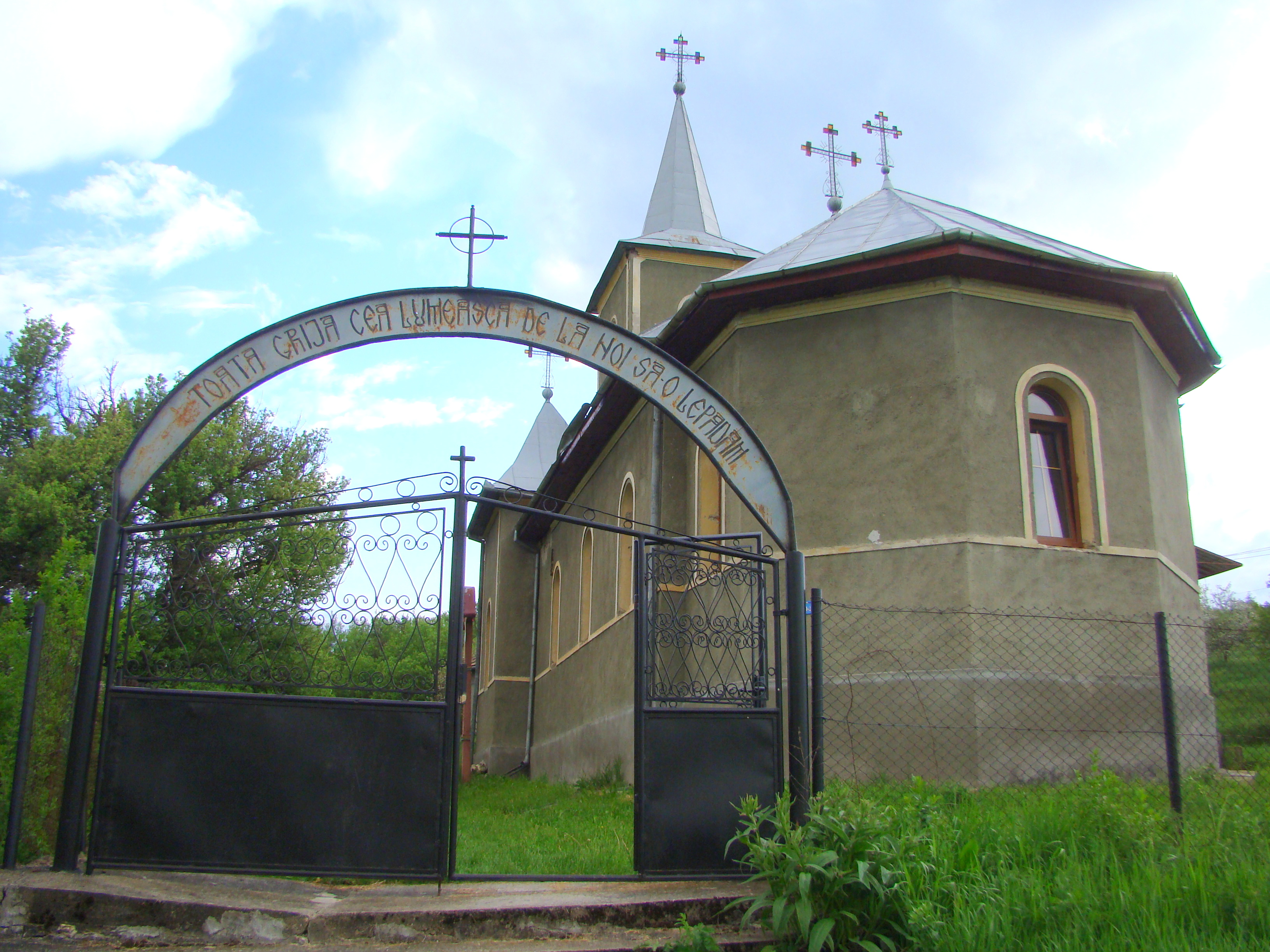
Biserica
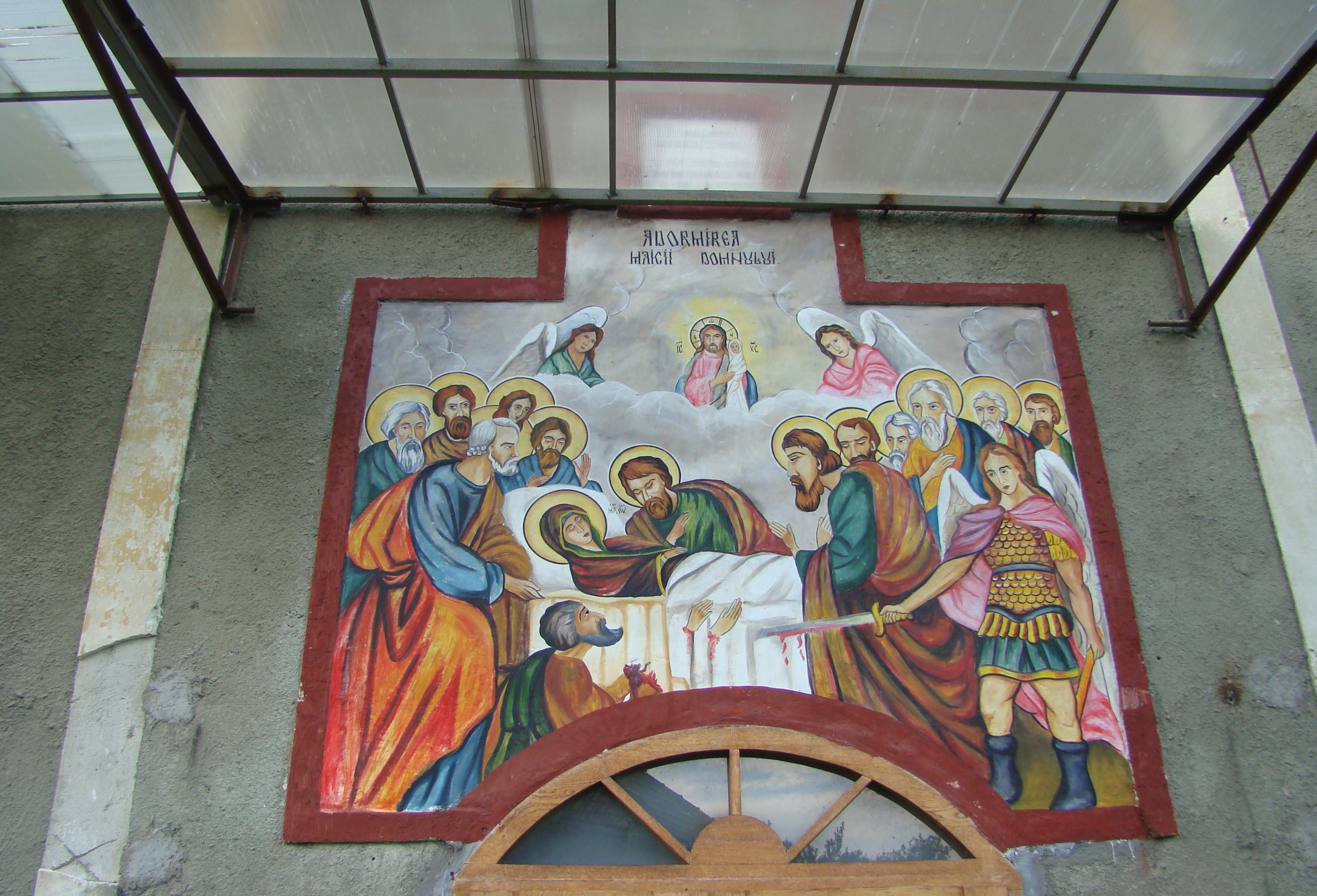
Icoana de hram: „Adormirea Maicii Domnului”
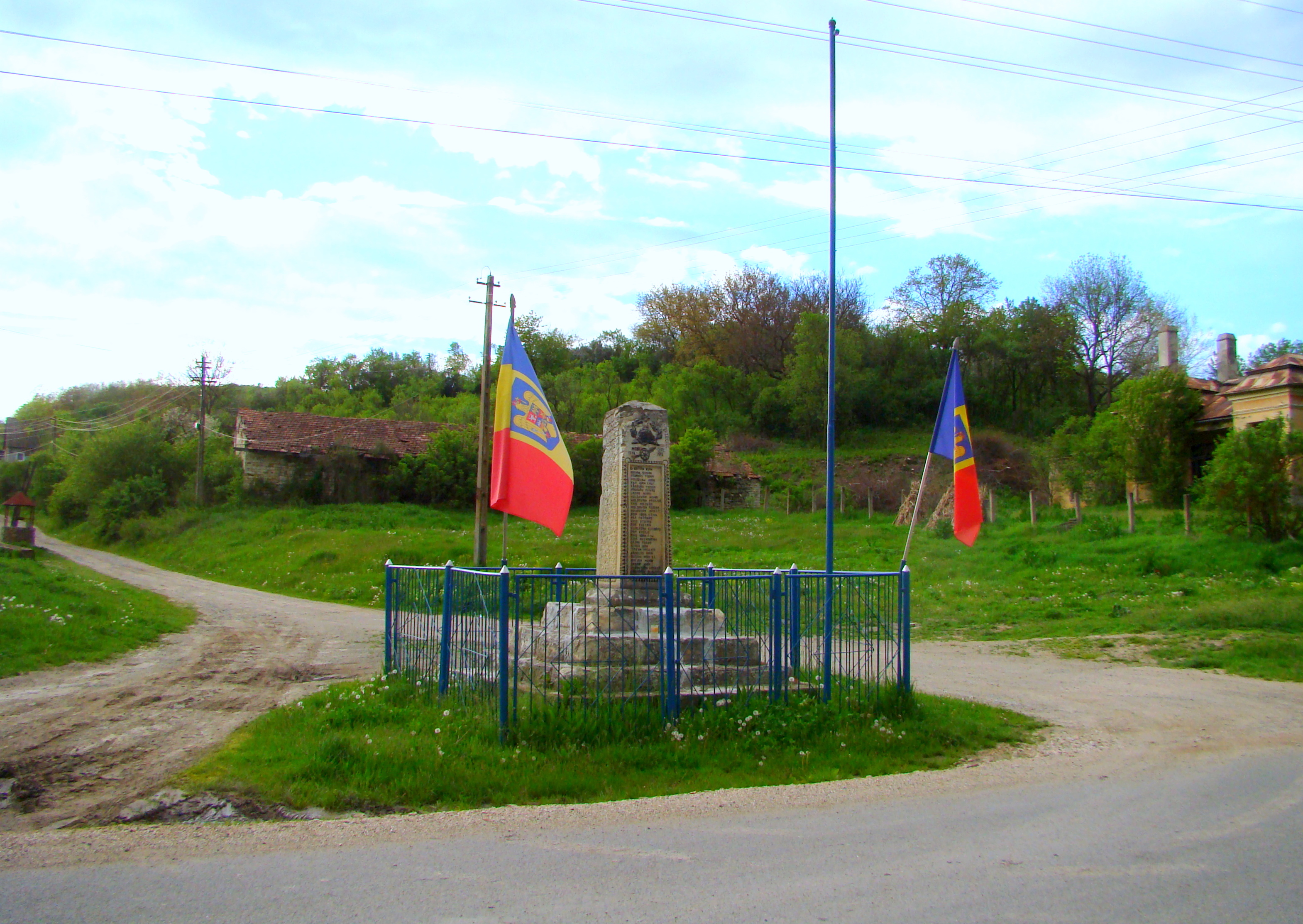
Monumentul eroilor
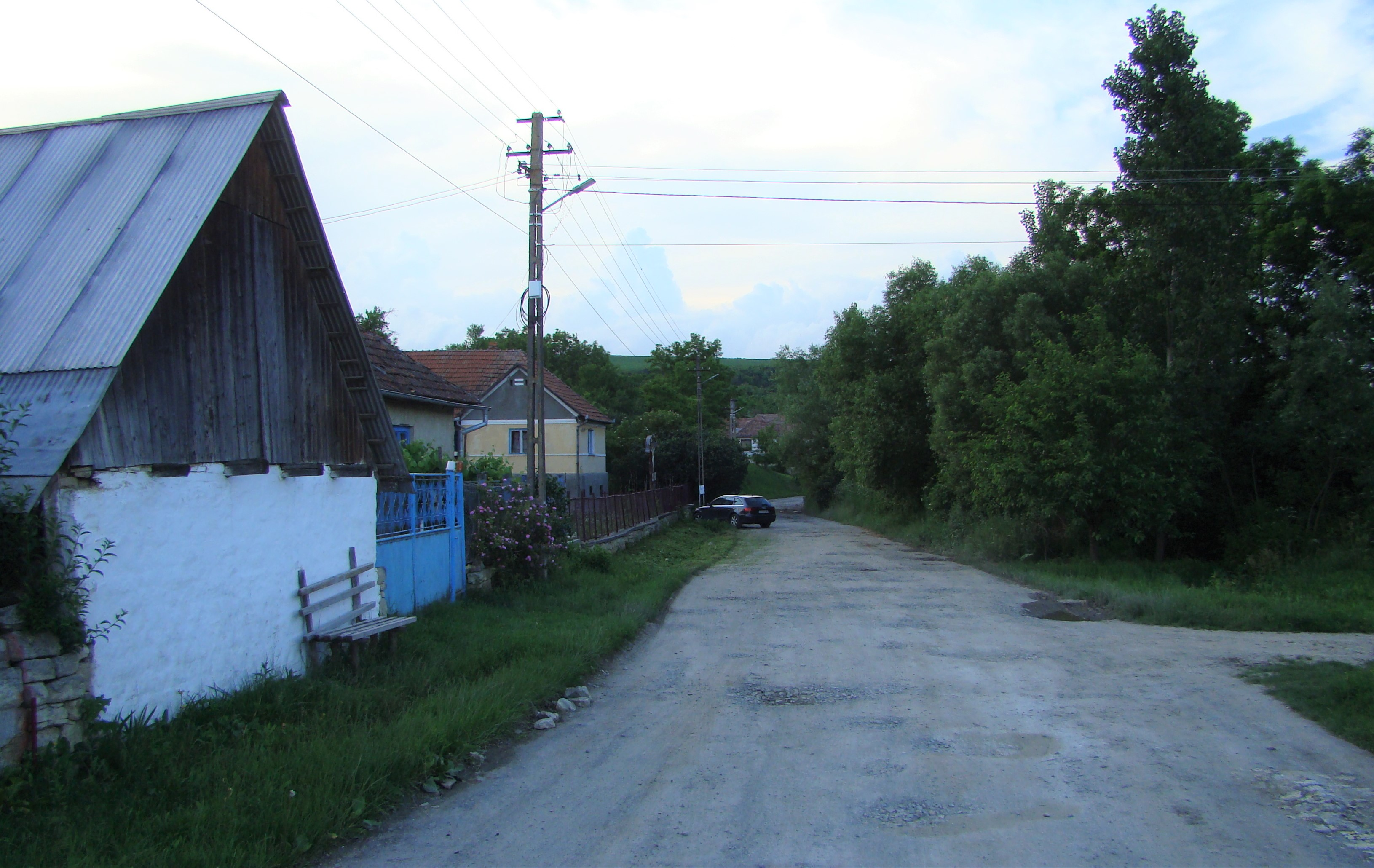
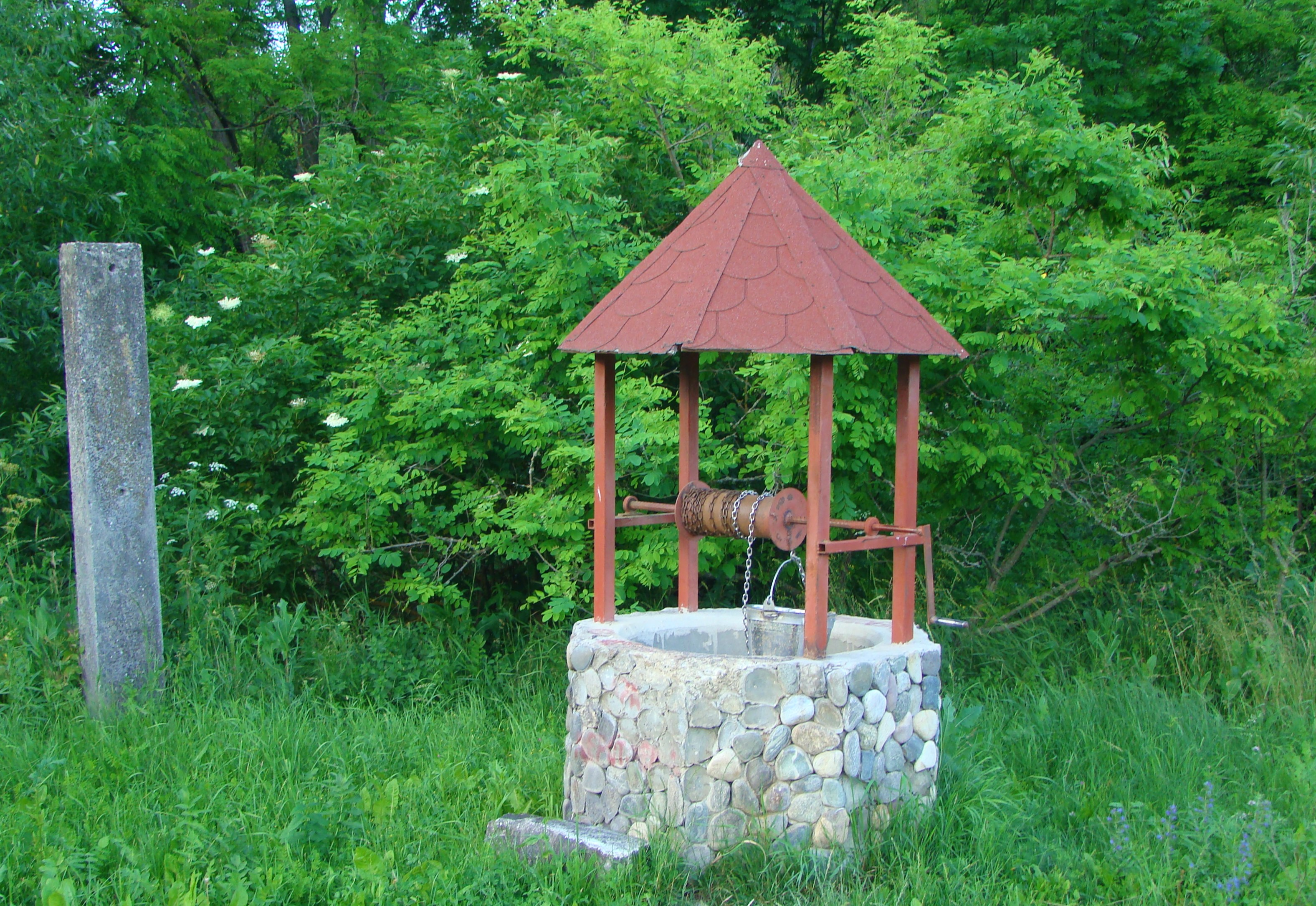
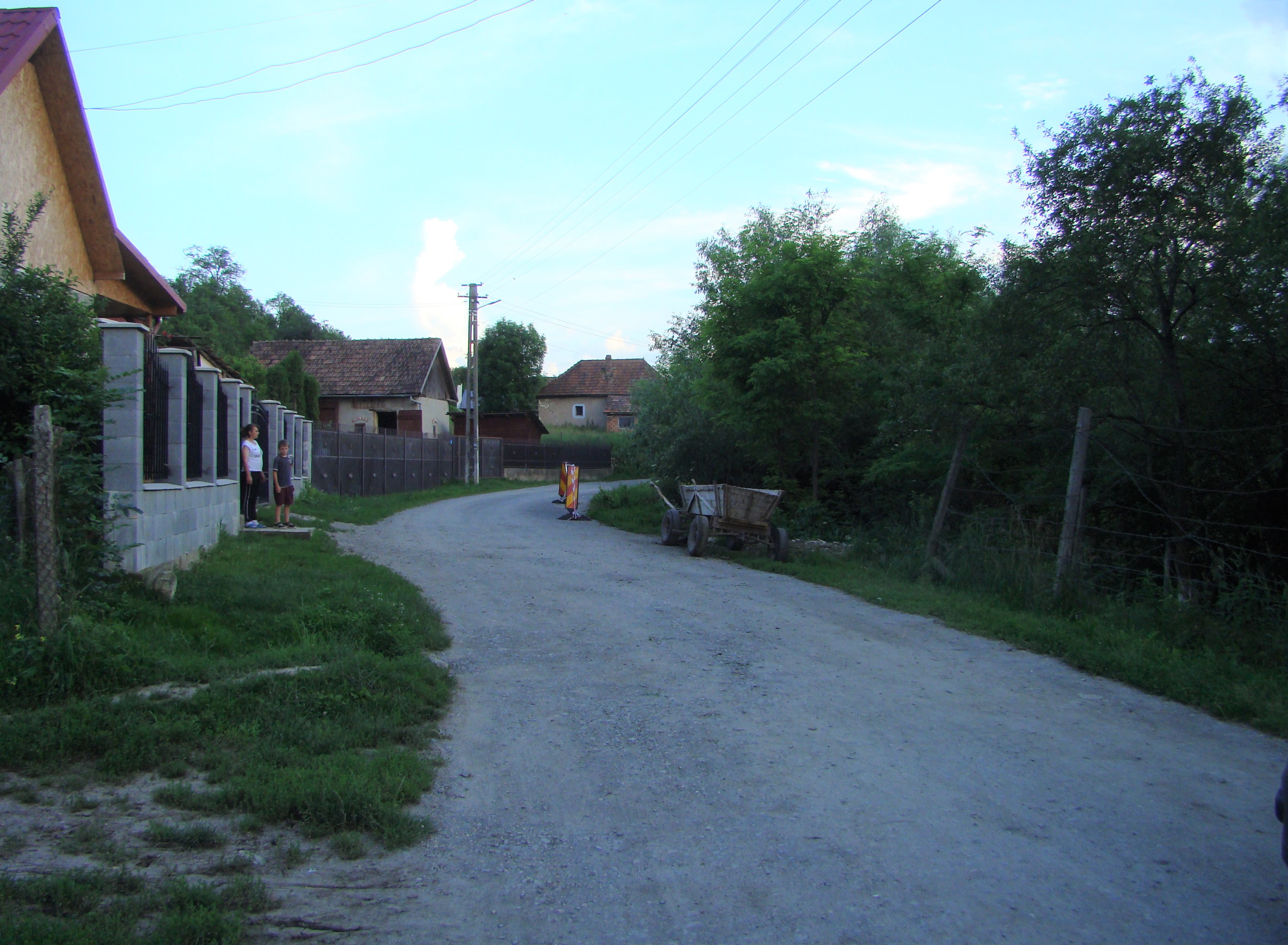
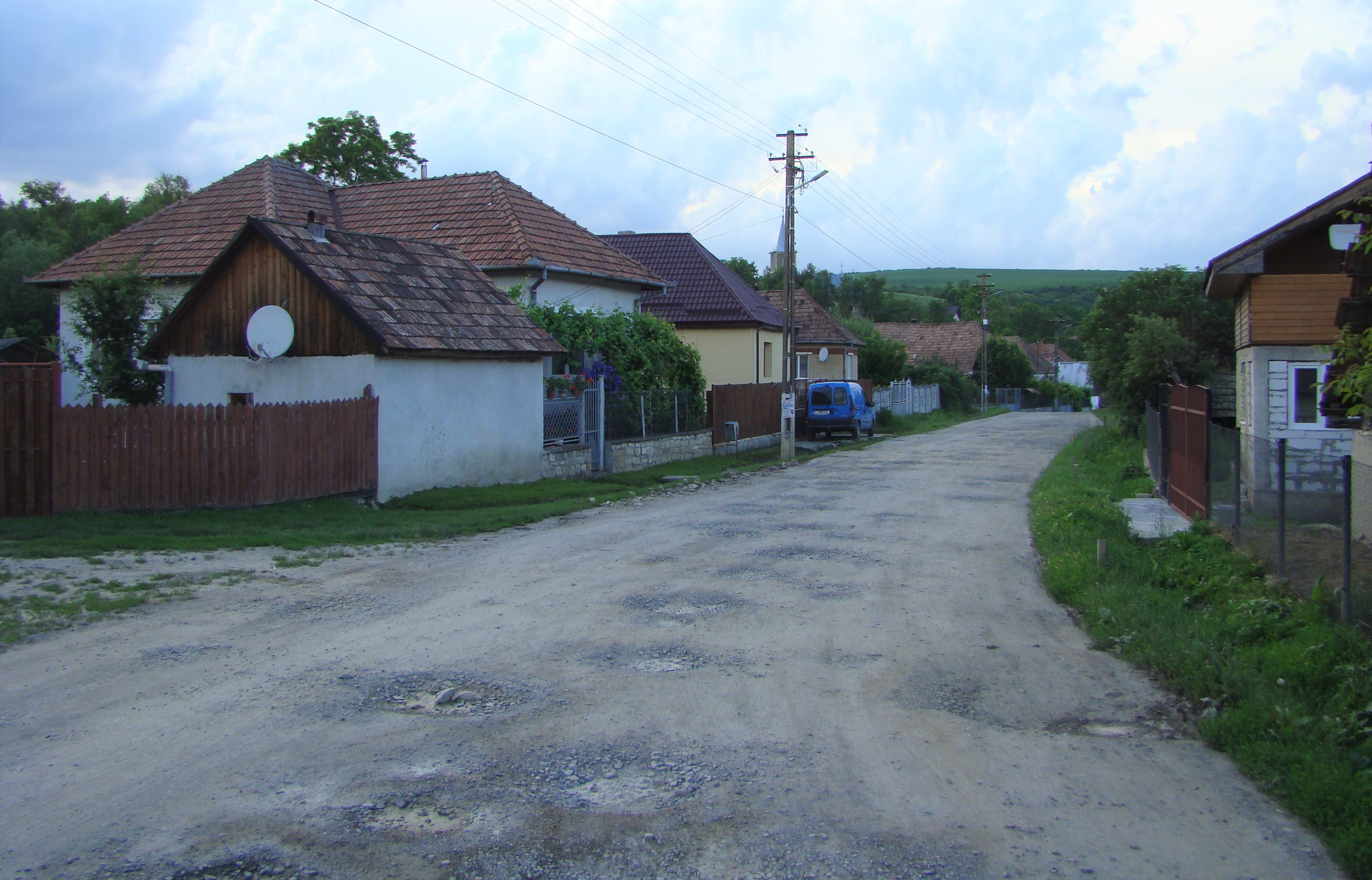
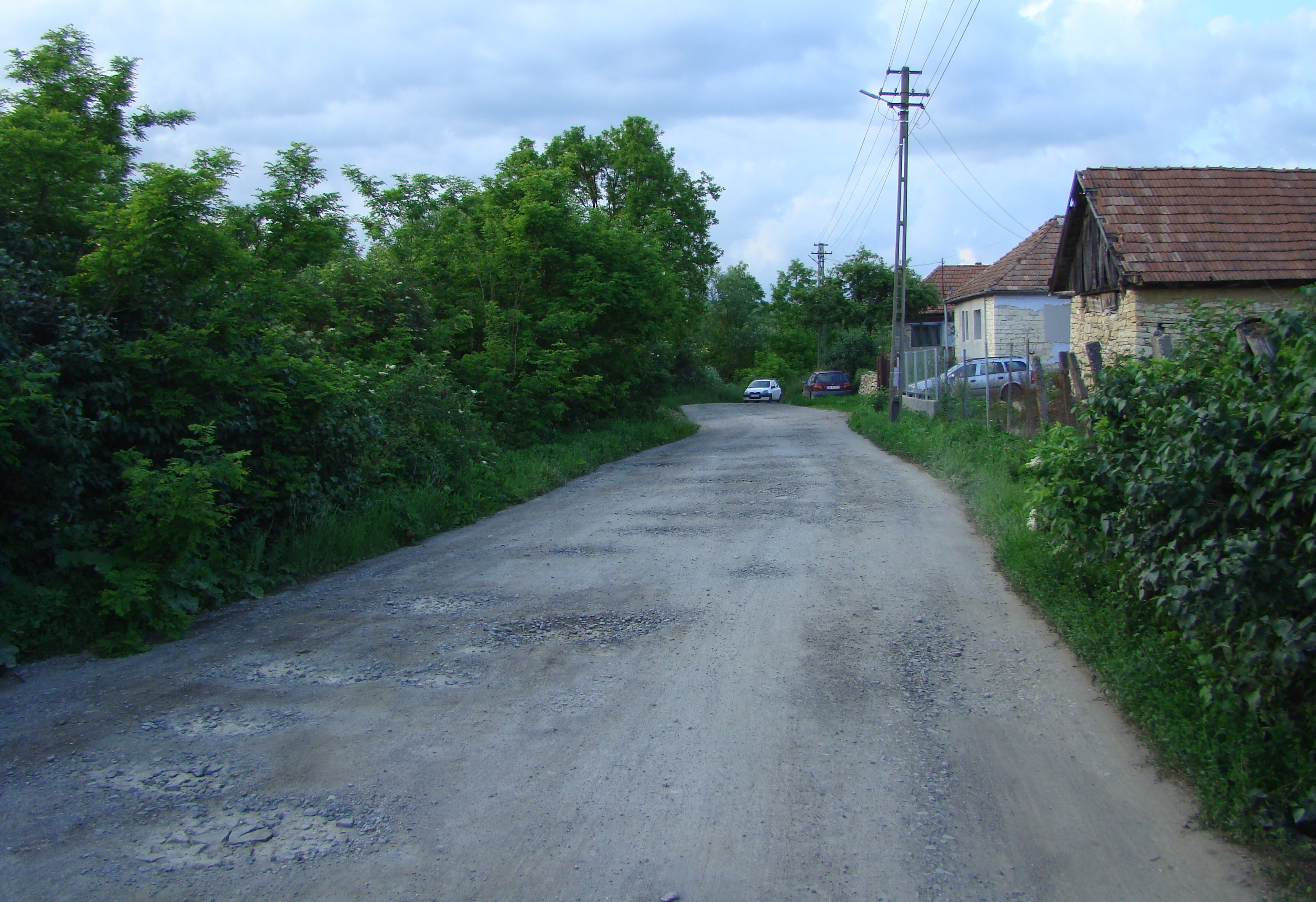
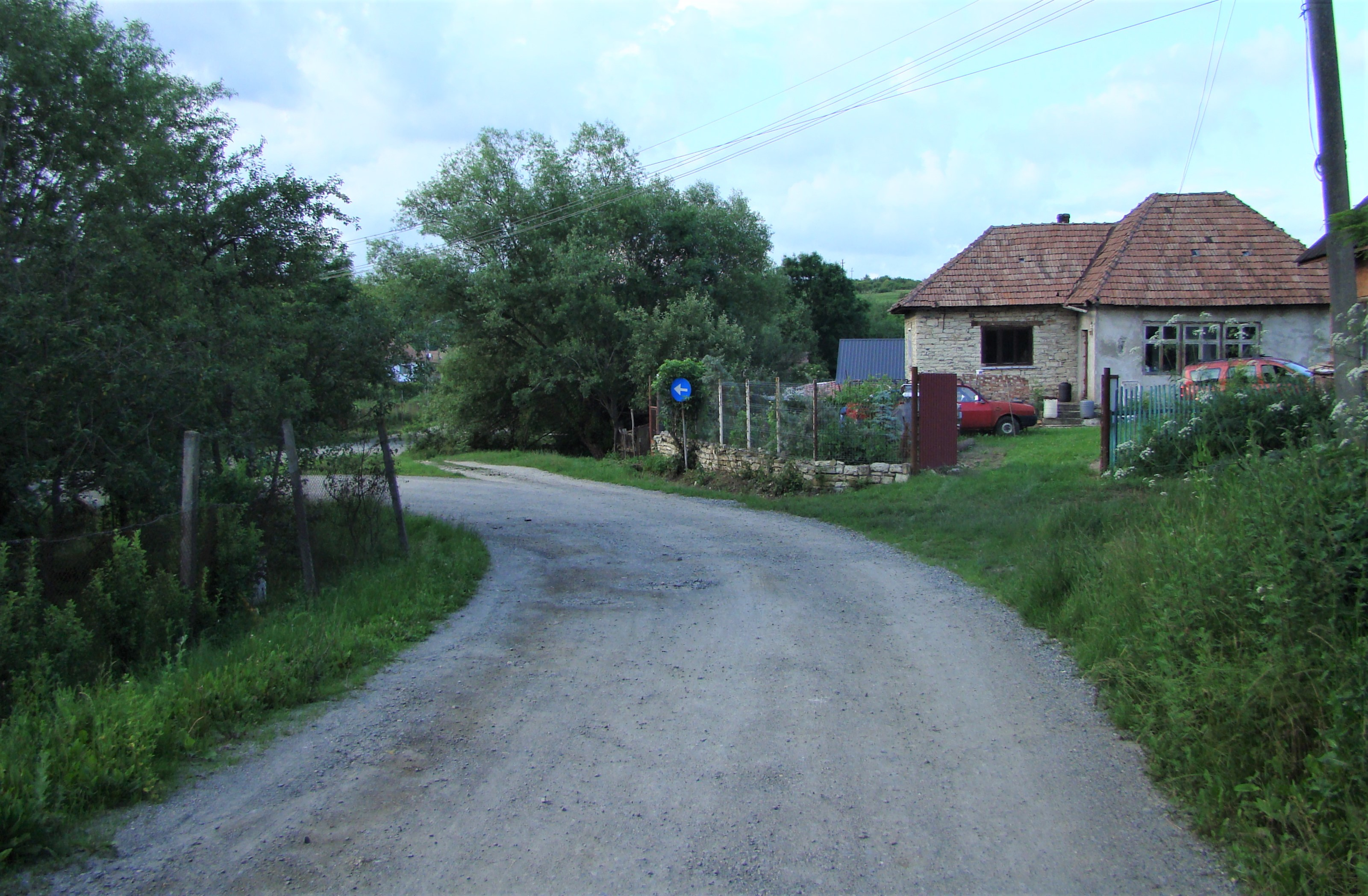